# Chanda Prescod-Weinstein
Chanda Prescod-Weinstein est une cosmologiste, astrophysicienne, écrivaine et militante féministe américaine et barbadienne travaillant à l'université du New Hampshire. De 2016 à 2018, elle était bénéficiaire de fonds du Foundational Questions Institute (en) (FQXI) pour le projet "Epistemological Schemata of Astro | Physics: A Reconstruction of Observers".

## Biographie
Prescod-Weinstein est née à El Sereno dans l'est de Los Angeles, en Californie, et est allé à l'école dans le Los Angeles Unified School District. Elle est d'origine barbadienne du côté de sa mère et d'origine russe-juive et ukrainienne-juive du côté de son père. Elle a obtenu un bachelor ès arts en physique et astronomie du Harvard College en 2003. Sa dissertation de bachelor, A study of winds in active galactic nuclei, a été réalisée sous la direction de Martin Elvis. Elle a ensuite obtenu une maîtrise en astronomie en 2005 de l'université de Californie à Santa Cruz, en collaboration avec Anthony Aguirre. En 2006, Prescod-Weinstein a changé de direction de recherche et rejoint l'Institut Périmètre de physique théorique pour travailler avec Lee Smolin. En 2010, Prescod-Weinstein a terminé son doctorat et sa thèse, intitulée Acceleration as Quantum Gravity Phenomenology, sous la direction de Lee Smolin et Niayesh Afshordi à l'université de Waterloo, en menant ses recherches au Perimeter Institute for Theoretical Physics.
Par la suite, Prescod-Weinstein effectue des études postdoctorales au Goddard Space Flight Center,. En 2011, elle obtient une bourse pour travailler au Massachusetts Institute of Technology,,.
En 2016, elle est devenue la chercheuse principale sur une subvention FQXi de 100 522 $ pour étudier « les schémas épistémologiques d'Astro | Physique: une reconstruction des observateurs » afin de répondre aux questions sur la façon de redéfinir qui est un« observateur », de reconnaître ceux qui existent en dehors du cadre européen des Lumières, et comment cela pourrait changer la production de connaissances en science.
Elle travaille actuellement sur l'expérience NASA STROBE-X.

## Récompenses
Prescod-Weinstein a obtenu le prix Barbados House Canada Inc. Bourse Gordon C Bynoe en 2007. En 2013, elle a remporté le MIT "Infinite Kilometer Award". En mars 2017, Prescod-Weinstein a remporté le prix de reconnaissance d'excellence des physiciens LGBT + «Pour des années d'efforts dévoués à changer la culture de la physique pour être plus inclusif et comprendre envers tous les peuples marginalisés».
Prescod-Weinstein a été reconnue par Essence Magazine comme l'une des 15 femmes noires qui ouvrent la voie dans les STIM et brisent les barrières.

## Engagement
En 2018, Prescod-Weinstein était l'une des 18 auteurs de «Particles for Justice», une déclaration condamnant les commentaires controversés d'Alessandro Strumia sur les femmes en physique au CERN.
Prescod-Weinstein était un membre fondateur du Comité de l'American Astronomical Society pour l'orientation sexuelle et les minorités de genre en astronomie. Par le passé, Prescod-Weinstein a également été membre du conseil consultatif académique de Jewish Voice for Peace.